# Hubuszkia
Hubuszkia – starożytne miasto i królestwo leżące w krainie Nairi, na pograniczu Asyrii i Urartu, znane głównie ze wzmianek w źródłach asyryjskich z 1 połowy I tys. p.n.e. Lokalizowane zazwyczaj na południe lub zachód od jeziora Urmia (współczesny Kurdystan). 
Hubuszkia wymieniana jest po raz pierwszy w rocznikach asyryjskiego króla Tukulti-Ninurty II (890–884 p.n.e.), opisujących jego wyprawę wojenną do krainy Nairi. Następnie pojawia się ona wśród krain podbitych przez Aszurnasirpala II (883–859 p.n.e.), syna i następcę Tukulti-Ninurty II, w trakcie kampanii wojennej przeprowadzonej w pierwszym roku jego panowania. W kierunku krainy Nairi pierwszą swoją wyprawę wojenną poprowadził również Salmanasar III (858–824 p.n.e.), syn i następca Aszurnasirpala II. Zgodnie z jego rocznikami w trakcie tej wyprawy miał on zniszczyć ogniem miasto Hubuszkia oraz spalić sto innych miast leżących w jego pobliżu. Następnie, po pokonaniu króla Nairi imieniem Kakia, dotarł on do "Morza Nairi" (najprawdopodobniej jeziora Urmia), gdzie kazał wznieść inskrybowaną stelę. W trzecim roku swego panowania Salmanasar III ponownie wkroczył na terytorium Hubuszkii, gdzie zdobył szturmem twierdzę Szilaja. Hubuszkia ponownie stała się celem wyprawy wojennej tego króla w 844 r. p.n.e. W 829 i 828 r. p.n.e. wyprawy wojenne przeciw krainie Hubuszkia prowadził w imieniu króla Dajan-Aszur, głównodowodzący asyryjskiej armii (turtanu). W obu przypadkach wyprawy te zakończyły się złożeniem Asyryjczykom trybutu przez Datanę, króla Hubuszkii. Adad-nirari III (810–783 p.n.e.), wnuk Salmanasara III, przeprowadził cztery kampanie wojenne przeciw krainie Hubuszkia, w 801, 791, 785 i 784 r. p.n.e. W 715 r. p.n.e. Janzu, król Hubuszkii, wysłał trybut Sargonowi II (722–705 p.n.e.) w trakcie jego wyprawy przeciw Urartu. 